# Kalle Ruusunen

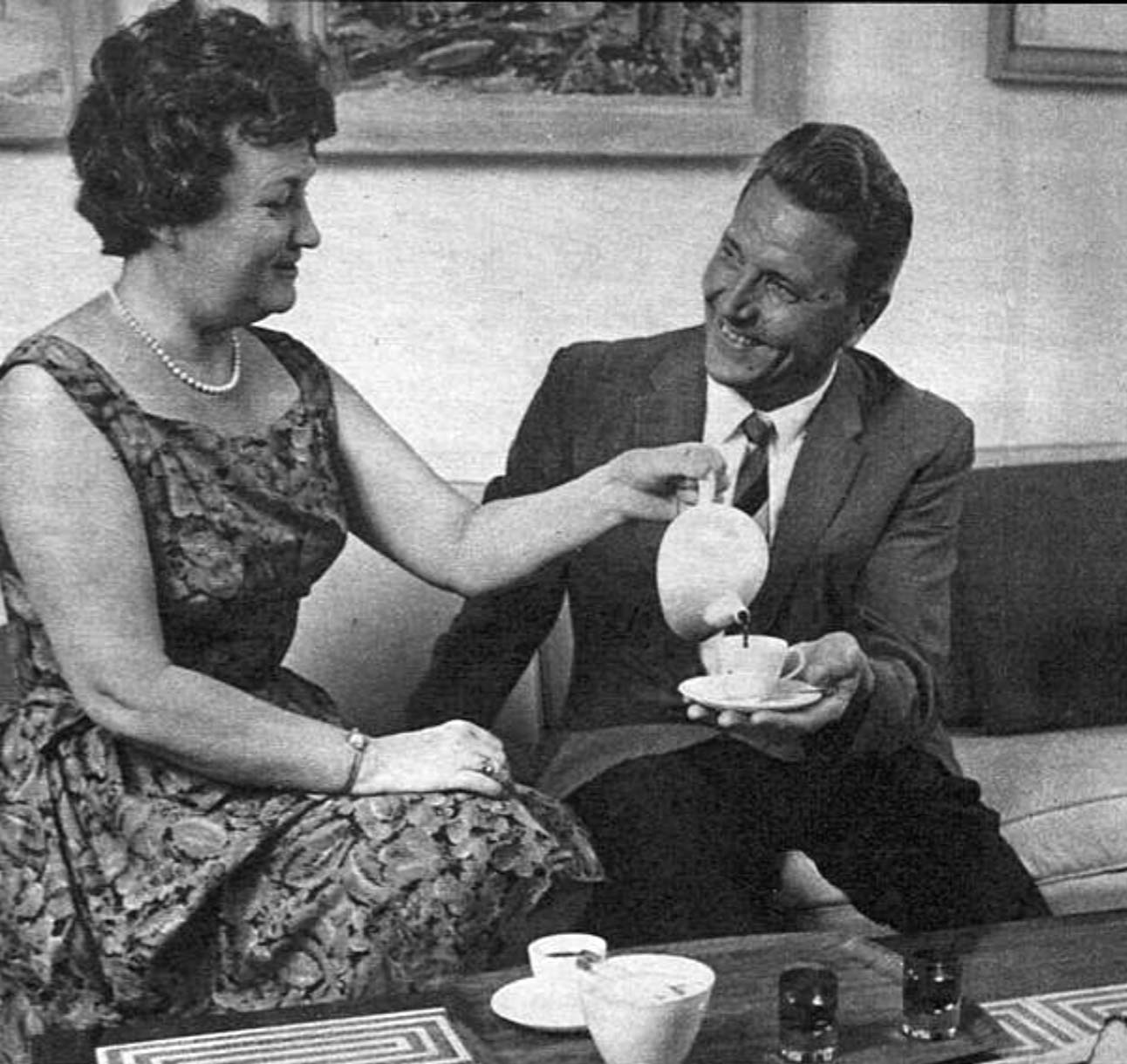
Kerttu y Kalle Ruusunen en Nueva York en 1964

Kalle Ruusunen (5 de febrero de 1912 – 31 de julio de 1999) fue un barítono finlandés.

## Biografía
Su nombre completo era Karl Valdemar Ruusunen, y nació en Pernaja, actualmente parte de Loviisa, Finlandia.
Ruusunen cantó desde finales de los años 1930 a finales de los 1940 en decenas de producciones de la Ópera Nacional de Finlandia, en Helsinki. En la década de 1940 actuó también en dos producciones cinematográficas, Jos oisi valtaa... (1941) y la cinta de Edvin Laine Kirkastuva sävel (1946), en la que interpretó el primer papel. Durante la Segunda Guerra Mundial, Ruusunen fue un popular intérprete de canciones emotivas formando parte de las fuerzas de entretenimiento de las tropas.
Finalizada la guerra, en 1947 Kalle Ruusunen se trasladó a Estados Unidos, aunque participó en producciones de ópera en Helsinki en 1949 y 1956. En América hizo una gira para el público de origen finlandés, conoció a su futura esposa Kertu en Canadá y se quedó en Montreal. En Nueva York trabajó en 1952–1954 para las emisiones en finés de la Voz de América. A mediados de la década vivía y trabajaba en Canadá y Finlandia, hasta que decidió regresar a Estados Unidos, siendo en 1957 solista en el coro de la Iglesia Católica Alemana de Nueva York.
En 1968 tuvo un papel en la película de Bing Jung Mirror Game. Otros trabajos ante las cámaras fueron el documental Sydämeni laulu (1948) y un episodio de la serie televisiva Suspense.
Kalle Ruusunen falleció en Lake Worth, Florida (Estados Unidos), en el año 1999.

## Discografía
- 1942 : Voiton tie, marssi. Kalle Ruusunen[8]